# Supercopa da França de 2000
A Supercopa da França de 2000 ou Trophée des Champions 2000 foi a 5ª edição do torneio, disputada em partida única entre o campeão da Division 1 de 1999–00 (Monaco) e o campeão da Copa da França de 1999–00 (Nantes). O jogo foi disputado no Stade Auguste Bonal em Montbéliard.
O Monaco foi o campeão, após empatar em 0–0 e uma vitória por 6–5 na disputa de pênaltis.

## Participantes
| Equipe | Classificação                        |
| ------ | ------------------------------------ |
| Monaco | Campeão da Division 1 de 1999–00     |
| Nantes | Campeão da Copa da França de 1999–00 |

## Partida
| 22 de julho de 200 | Monaco | 0 – 0     | Nantes | Stade Auguste Bonal, Montbéliard            |
| 17:00 (UTC+2)      |        | Relatório |        | Público: 9 918 Árbitro: FRA Stéphane Moulin |

|                                                                          |       | Penalidades                                                               |  |
| Riise Christanval Gallardo Contreras Eloi Irles Djetou Costinha Farnerud | 6 – 5 | Leroy Carrière Fabbri Savinaud Da Rocha Laspalles Piocelle Vahirua Armand |  |

| MONACO:        |    |                      |  |     |
|                |    |                      |  |     |
| G              | 1  | Stéphane Porato      |  |     |
| LD             | 23 | Bruno Irles          |  |     |
| Z              | 2  | Pablo Contreras      |  |     |
| Z              | 5  | Philippe Christanval |  |     |
| LE             | 17 | Philippe Léonard     |  | 45' |
| M              | 8  | Ludovic Giuly        |  | 72' |
| M              | 6  | Martin Djetou        |  |     |
| M              | 7  | Costinha             |  |     |
| M              | 10 | Marcelo Gallardo     |  |     |
| A              | 11 | Marco Simone         |  |     |
| A              | 20 | Dado Pršo            |  | 85' |
| Substituições: |    |                      |  |     |
| M              | 21 | Pontus Farnerud      |  | 45' |
| LE             | 3  | John Arne Riise      |  | 72' |
| A              | 14 | Wagneau Eloi         |  | 85' |
| Treinador:     |    |                      |  |     |
| Claude Puel    |    |                      |  |     |

| NANTES:          |    |                     |  |     |
|                  |    |                     |  |     |
| G                | 1  | Mickaël Landreau    |  |     |
| LD               | 3  | Nicolas Laspalles   |  |     |
| Z                | 2  | Néstor Fabbri       |  |     |
| Z                | 4  | Mário Silva         |  |     |
| LE               | 6  | Salomon Olembé      |  | 60' |
| M                | 10 | Éric Carrière       |  |     |
| M                | 12 | Sébastien Piocelle  |  |     |
| M                | 13 | Mathieu Berson      |  | 86' |
| M                | 15 | Nicolas Savinaud    |  |     |
| A                | 8  | Frédéric Da Rocha   |  |     |
| A                | 18 | Olivier Monterrubio |  | 86' |
| Substituições:   |    |                     |  |     |
| M                | 14 | Mehdi Leroy         |  | 60' |
| LE               | 22 | Sylvain Armand      |  | 86' |
| A                | 19 | Marama Vahirua      |  | 86' |
| Treinador:       |    |                     |  |     |
| Raynald Denoueix |    |                     |  |     |

| Bandeirinhas: FRA Richard Delorme FRA Attilio Ugolini Quarto árbitro: FRA Gilles Cheron |

## Campeão
| Supercopa da França de 2000 |
| --------------------------- |
| MONACO 2° titulo            |